# Festival de la Canción de Canela
El Festival de la canción de Canela es un certamen musical chileno. Éste no es de carácter gratuito, y se realiza por dos días, en el anfiteatro costanera de la ciudad de Canela.
Desde fines de enero de 1980 se realiza esta actividad musical, que cuenta con la presencia de destacados artistas regionales, nacionales e internacionales. El evento se realiza en la localidad de Canela Baja, El último fin de semana de enero o primera semana de febrero en las dependencias de la municipalidad de Canela, también se cuenta con una competencia musical que le da como máximo reconocimiento el "comino de oro" y la suma de $500.000.

## Historia

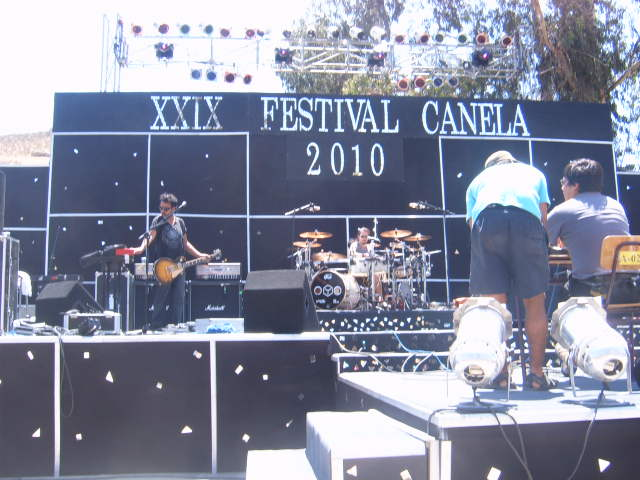
Prueba de sonido, Festival de Canela en su versión 2010.

El Festival nace el día 8 de enero de 1980, cuando en la Plaza de Armas de Canela Baja se reúnen la presidenta y Secretaria del Centro Juvenil de Canela, Ximena Gallardo Collao, Profesora de la Escuela Particular de Los Tomes y Juana Arancibia Navarro, estudiante de la época con Ramón Orlando Valencia Jorquera, los que plantean el desafío de realizar un Festival de la Canción, el cual se ve reflejado en una fiesta juvenil completamente canelina.
Fue así como se comenzó a delinear este Festival, después de obtener el apoyo del Alcalde de la época don Beltrán Gallardo Pereira (Salón Cultural y Premios), se hicieron las bases y se procedió a difundirlo a través de contactos personales, lo que significó que el día viernes 31 de enero y sábado 1 de febrero de 1980, el Festival de la Canción Canela Canta en Verano saliera a la luz con los resultados hasta hoy conocidos.
El primer ganador de este Festival fue Reinaldo Enrique Cortés Cortés, representando a El Chilcal, con el tema de Miguel Gallardo “Otro ocupa mi lugar”, y la primera Reina de la Semana Canelina y del Festival, fue la Srta. Ana María Arancibia Navarro, siendo sus animadores oficiales la Srta. Miriam Ollarzú Gallardo y Don Hernán Cortés Castillo.
Este Festival que en los primeros años congregó a intérpretes locales, se desarrolló en el año 1980 y 1981 en el Teatro Salón Cultural, el año 1982 se trasladó al Gimnasio Municipal, año en que por última vez lo organizó solo el Centro Juvenil de Canela, el año 1983 fue organizado en conjunto con la Ilustre Municipalidad de Canela, año en que se subieron al escenario artistas profesionales (humoristas) como Claudio Show,  Morello y la cantante Cecilia. Fue entregado para su organización a la Ilustre Municipalidad de Canela, a partir de la Quinta Versión, o sea, el año 1984.
El Festival se desarrolló hasta el año 1990, fue suspendido por el alcalde Enzo Contreras Contreras, durante los años 1991 y 1992, restituyéndose el año 1993 por el alcalde Héctor Jorquera Valencia.
El Festival de la Canción se desarrolló hasta el año 2001 en el Gimnasio Municipal, trasladándose al patio de la Casona Municipal (patio del actual Edificio Municipal) en el año 2002 hasta la fecha. La Orquesta es dirigida, por 18 años aproximadamente, por el maestro, profesor y músico Guillermo Alfaro.
Tras 30 años de festivales, en la última versión del certamen del año 2012, fue suprimida la orquesta festival, lo cual significó una serie de críticas por parte de la comunidad y del Concejo municipal hacia la organización del evento. Durante 2021 y 2022 el evento fue suspendido debido a las medidas sanitarias tomadas a causa de la Pandemia de COVID-19 en Chile. En 2023 el evento se retoma durante la últiam semana de enero.

## Parrilla Festivalera

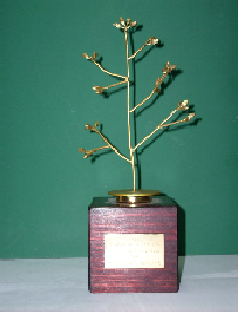
Comino de Oro.

Por este escenario han desfilado una gran variedad de artistas nacionales, algunos internacionales y una serie de animadores.

### Animadores
Por este festival han pasado animadores como Ricardo Calderón, Willy Sabor, Álvaro Escobar, José Miguel Viñuela, Carlos (Super 8) Alarcón, Patricio Laguna y Giancarlo Petaccia, entre otros, y animadoras como Angélica Castro, Carla Ballero y María Eliana Yutronic, han sido referentes importante de este evento musical.

### Humoristas
Álvaro Salas, Dino Gordillo, Stefan Kramer, Mauricio Flores, la Cía. de Revistas de Daniel Vilches, dinamita show, entre otros.

### Artistas Nacionales
Los Jaivas, Inti Illimani, Illapu, Tommy Rey, Fernando Ubiergo, Alberto Plaza, Myriam Hernández, Luis Jara, Lucybell, Keko Yunque, Bafochi, Los Prisioneros, Los Bunkers, Álvaro Henriquez, Los Vásquez, Dj Méndez, Chico Trujillo, entre otros.

### Artistas Internacionales
Los Iracundos, Ráfaga, Antonio Ríos, Leo Dan, Los Kjarkas, entre otros.